# ОЗМ-3

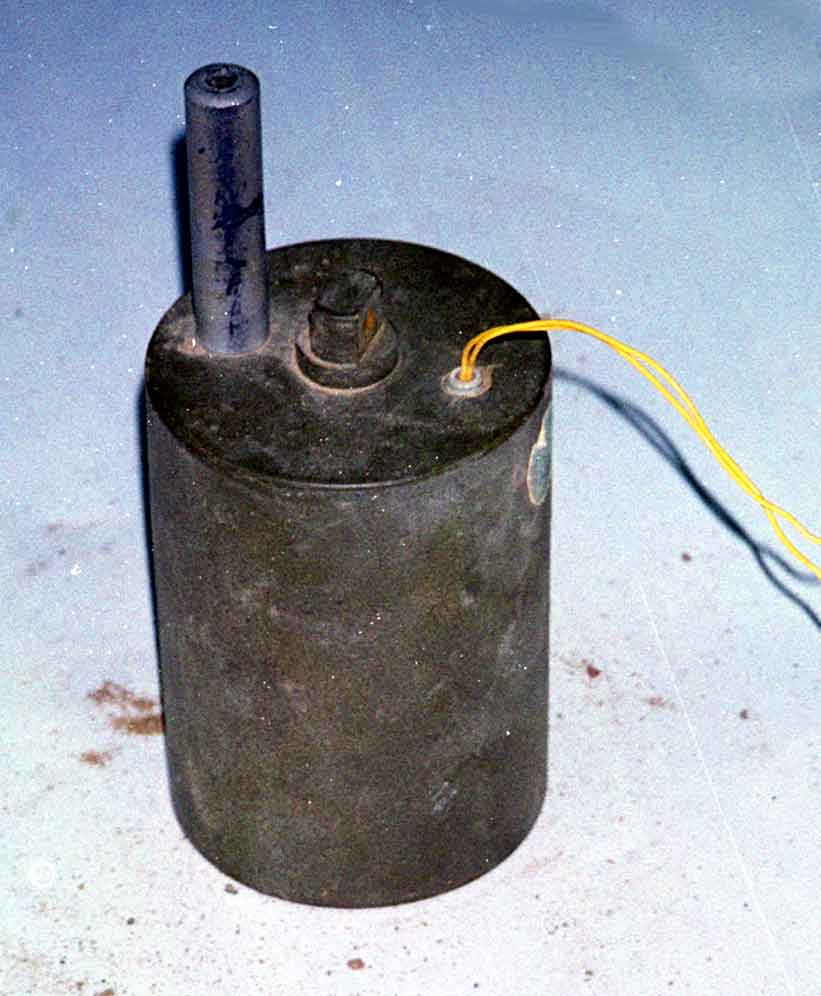
ОЗМ-3

ОЗМ-3  — советская противопехотная выпрыгивающая осколочная мина кругового поражения.
Была разработана в СССР. При срабатывании взрывателя воспламеняется пороховой замедлитель, который по центральной запальной трубке поджигает вышибной заряд, состоящий из шашки чёрного пороха. Заряд выбрасывает на высоту около 0,4-1,4 метра боевой снаряд мины. В это время происходит горение порохового замедлителя. Как только пламя достигает капсюля-детонатора, последний взрывается, вызывая взрыв основного заряда мины. Поражение наносится осколками корпуса мины. Мина, взрываясь на уровне 0,4-1,4 метра, поражала осколками даже бойцов, лежащих на земле.
В настоящее время (2024 год) мина ОЗМ-3 не производится.

## ТТХ
| Характеристика                      | Значение      |
| ----------------------------------- | ------------- |
| Корпус                              | чугун         |
| Масса                               | 3,2 кг        |
| Масса взрывчатого вещества (тротил) | 75 г          |
| Диаметр                             | 7,6 см        |
| Высота корпуса                      | 13 см         |
| Длина датчика цели (в одну сторону) | 9 м           |
| Чувствительность                    | 1—17 кг       |
| Радиус сплошного поражения          | 9 м           |
| Высота подрыва                      | 40—140 см     |
| Температурный диапазон применения   | -60 — +60 °C. |